# ستیانیزم
ستیان‌ها یکی از جریان‌های اصلی گنوسیزم در قرن دوم و سوم پس از میلاد به همراه والنتینیانیسم و بازیلیدیسم بودند. به گفته جان دی ترنر ، این فلسفه در قرن دوم پس از میلاد به عنوان تلفیقی از دو فلسفه یهودی یونانی متمایز به وجود آمد و تحت تأثیر مسیحیت و افلاطونیسم میانه قرار گرفت.  با این حال، منشأ دقیق ستیانیسم به درستی درک نشده است. 

## تاریخ

### اشاره‌ها
ستیان‌ها (لاتین Sethoitae ) اولین بار در کنار افیت ها، در قرن دوم توسط ایرنائوس و در شبه ترتولینوس (فصل 30) ذکر شده است.   به گفته فردریک ویس، به نظر می‌رسد که تمام حساب‌های بعدی تا حد زیادی به ایرنائوس وابسته باشند.  هیپولیتوس اطلاعات ایرنائوس را تکرار می کند.
فهرست بدعت‌های فیلاستر (قرن چهارم پس از میلاد)  افیت‌ها، کاینی‌ها و ستی‌ها را به‌عنوان فرقه‌های یهودی پیش از مسیحیت معرفی می‌کند.  با این حال، از آنجایی که ستیان ها شیث را با مسیح یکی دانستند ( لوگوس دوم شیث بزرگ )، اعتقاد فیلاستر مبنی بر اینکه ستیان منشأ پیش از مسیحیت داشتند، به غیر از جذب همزمان منابع یهودی و یونانی پیش از مسیحیت، مورد پذیرش قرار نگرفت.

### خاستگاه و توسعه
هانس مارتین شنکه یکی از اولین محققانی بود که چندین متن را در کتابخانه ناگ حمادی به عنوان ستیان دسته بندی کرد. 
به گفته جان دی ترنر، پژوهش‌های بریتانیایی و فرانسوی تمایل دارند که ستیانیسم را «شکلی از گمانه‌زنی مسیحی هترودوکسی» ببینند، در حالی که پژوهش‌های آلمانی و آمریکایی آن را «پدیده‌ای کاملاً درونی یهودی، هرچند ترکیبی و غیرقانونی» می‌دانند.  رولوف ون دن بروک خاطرنشان می کند که «سیتیانیسم» ممکن است هرگز یک جنبش مذهبی جداگانه نبوده باشد، بلکه این اصطلاح بیشتر به مجموعه ای از مضامین اساطیری اشاره دارد که در متون مختلف وجود دارد.  به گفته ترنر، ستیانیسم تحت تأثیر مسیحیت و افلاطونیسم میانه قرار گرفت و شش مرحله را می‌توان در تعامل ستیانیسم با مسیحیت و افلاطونیسم تشخیص داد. 
فاز 1 . به گفته ترنر، دو گروه مختلف، که قبل از قرن دوم میلادی وجود داشتند،  اساس ستیان‌ها را تشکیل دادند: یک گروه یهودی از تبار احتمالاً کشیشی، به اصطلاح باربلوئیت ها‌،  که به نام باربلو ، اولین نشأت از خدای متعال، و گروهی از مفسران کتاب مقدس، ستیت ها، "ذرات شیث ". 
فاز 2 . باربلوئیت ها یک گروه تعمید دهنده بودند که در اواسط قرن دوم با گروه‌‌های تعمید دهنده مسیحی ترکیب شدند. آنها مسیح را به عنوان "پسر باربلو (خودساخته  اتوژنز )" که " مسح شده با "مسیحیت" روح نامرئی بود می‌دیدند. به گفته ترنر، «باربلوئی‌ها در مراسم غسل تعمیدشان این مسح را دریافت کردند که به موجب آن با پسر کهن‌الگوی انسان شبیه‌سازی شدند.» عیسی ی زمینی به عنوان چهره باربلو در نظر گرفته می‌شد که به عنوان لوگوس الهی ظاهر می‌شد و هنگام غسل تعمید مسیحیت را دریافت می‌کرد. 
فاز 3 . در اواخر قرن دوم میلادی، باربلوئیت‌های مسیحی شده با ستیت‌ها ترکیب شدند و ستیانیست‌های گنوسی را تشکیل دادند. ست و مسیح به عنوان حاملان "تصویر واقعی خدا که اخیراً به عنوان لوگوس در جهان ظاهر شده بود تا عیسی را از صلیب نجات دهد" معرفی شدند. 
فاز 4 . در پایان قرن دوم، ستیانیسم جدا از ارتدکس مسیحی در حال توسعه، که دیدگاه دسیتیان ستیان در مورد مسیح را رد می کرد، رشد کرد. 
فاز 5 . در اوایل قرن سوم، ستیانیسم به طور کامل توسط بدعت شناسان مسیحی رد شد و ستیانیسم به سمت اعمال متفکرانه افلاطونی گرایش یافت، در حالی که علاقه خود را به ریشه های خود از دست داد. 
فاز 6 . در اواخر قرن سوم، ستیانیسم توسط نئوافلاطونیانی مانند فلوطین مورد حمله قرار گرفت و ستیانیسم از افلاطونیسم بیگانه شد. در اوایل تا اواسط قرن چهارم، ستیانیسم به گروه‌های فرقه‌ای مختلف گنوسی، مانند آرکونتیک‌ها، آئودیان، بوربوریت‌ها و فیبیونیت‌ها تقسیم شد. برخی از این گروه ها تا قرون وسطی وجود داشتند. 
پژوهشگران مختلف شباهت‌های زیادی را بین مندائیسم و آیین ستیزی ذکر کرده‌اند. کرت رودولف (1975) شباهت‌های زیادی را بین متون مندایی و متون گنوسی شیتی از کتابخانه ناگ حمادی مشاهده کرده است.  بیرگر آ. پیرسون همچنین «پنج مهر » آیین ستیزی را که به اعتقاد او اشاره‌ای به غوطه ور شدن آیینی پنجگانه در آب است، با ماسبوتای مندایی مقایسه می‌کند.  به گفته باکلی (2010)، "ادبیات گنوسی شیتی ... شاید به عنوان یک خواهر یا برادر کوچکتر، با ایدئولوژی غسل تعمید مندایی مرتبط است."  مارک جی. لوفتز (2010) با این استدلال که مندائیسم در واقع سنت زنده گنوسیسیستی است، ادعای جسورانه تری دارد. 

## اسطوره شناسی
ستیانیسم عرفان خود را به شیث, سومین پسر حوا و آدم, و نورئا همسر نوح نسبت داد که او نیز در آیین ماندنی و مانوی نقش دارد‌. اسطوره کیهانی ستین مقدمه‌ای بر پیدایش و بقیه کتاب پنج کتاب می‌دهد و تفسیری رادیکال از تصور یهودی ارتدکس از آفرینش و رابطه الهی با واقعیت ارائه می‌دهد. کیهان ستیزی مشهورترین است در آپوکریفون یوحنا، که خدای ناشناخته را توصیف می کند، همان کاری که پولس در اعمال رسولان 17:23 انجام داده بود.  بسیاری از مفاهیم شیثی از آمیختگی مفاهیم افلاطونی یا نوافلاطونی با عهد عتیق است.

### خلقت
از "خدای ناشناخته" اعصار سرچشمه می‌گیرد، مجموعه‌ای از موجودات زن و مرد جفت شده است. اولین مورد از این‌ها Barbelo است که در جریان‌های بعدی نقش دارد. دوران‌هایی که حاصل می‌شود، نمایانگر صفات مختلف خداوند هستند، که وقتی از منشأ خود انتزاع نشوند، قابل تشخیص نیستند.  خدا و اعصار، مجموع جهان روحانی را تشکیل می دهند که به پلروما معروف است.
در برخی از نسخه‌های این اسطوره، آئون سوفیا اعمال خدا را تقلید می‌کند، و نشأتی از خودش را انجام می‌دهد، بدون تأیید قبلی سایر دوران در پلروما. این منجر به یک بحران در پلروما می شود که منجر به ظهور یلدابوت، "ماری با سر شیر" می‌شود. این شخصیت معمولاً به نام دمیورژ، «صنعت‌کار» یا «پیش‌کار»، پس از شکل‌گیری در تیمائوس افلاطون شناخته می‌شود.  این موجود ابتدا توسط سوفیا پنهان می‌شود، اما متعاقباً فرار می‌کند و بخشی از قدرت الهی را از او می‌دزدد.
یلداباوث با استفاده از این قدرت ربوده شده، دنیایی مادی را به تقلید از پلرومای الهی خلق می‌کند. برای تکمیل این کا، او گروهی از موجودات را ایجاد می‌کند که در مجموع به عنوان Archons، "حاکمان خرد" و صنعتگران دنیای فیزیکی شناخته می‌شوند. مانند او، آنها معمولاً به صورت تریومورفیک به تصویر کشیده می‌شوند که دارای سر حیوانات هستند. برخی از متون به صراحت آرکون‌ها را با فرشتگان سقوط کرده‌ای که در سنت خنوخ در آپوکریفای یهودی توصیف شده است، شناسایی می‌کنند.
در این مرحله وقایع روایت ستین با وقایع سفر پیدایش، با دمیورژ و هم‌پیمانان قدیمی‌اش که نقش خالق را ایفا می‌کنند، شروع می‌شود. همانطور که در سفر پیدایش، دمیورژ خود را تنها خدا می‌داند و هیچ‌یک برتر از او وجود ندارد. با این حال، آگاهی مخاطب از آنچه پیش از این اتفاق افتاده است، این بیانیه و ماهیت خود خالق را در پرتوی کاملاً متفاوت نشان می دهد.
دمیورژ آدم را خلق می‌کند و در طی این فرآیند ناخواسته بخشی از قدرت ربوده شده از سوفیا را به اولین بدن فیزیکی انسان منتقل می‌کند. سپس حوا را از دنده آدم خلق می‌کند تا بتواند قدرتی را که از دست داده است منزوی کند و دوباره به دست آورد. از این طریق او سعی می کند به حوا که اکنون قدرت الهی سوفیا را در خود دارد تجاوز کند. متون متعددی او را در شرایطی که روح سوفیا خود را به درخت دانش پیوند می‌زند، ناکام نشان می‌دهد. پس از آن، این جفت توسط مار "وسوسه" می‌شوند و از میوه ممنوعه می‌خورند، در نتیجه یک بار دیگر قدرتی را که دمیورژ دزدیده بود به دست می‌آورند.